# Flavin mononucleotid
Flavin mononucleotidul (FMN, riboflavin-5′-fosfat) este o coenzimă implicată în procese enzimaticede oxido-reducere din metabolism. Este forma principală în care se regăsește riboflavina (vitamina B2) la nivel celular și tisular. Deși se obține cu consum de energie (reacție catalizată de riboflavin-kinază, cu consum de ATP), este mult mai solubilă decât riboflavina.
Este utilizat pe post de colorant oranj, ca aditiv alimentar, având numărul E 101a.